# Paralelo 2 N
O paralelo 2 N é um paralelo que está 2 graus a norte do plano equatorial da Terra.
Começando no Meridiano de Greenwich na direcção leste, o paralelo 2 N passa sucessivamente por:
| País, território ou mar        | Notas                                         |
| ------------------------------ | --------------------------------------------- |
| Oceano Atlântico               | Golfo da Guiné                                |
| Guiné Equatorial               |                                               |
| Gabão                          |                                               |
| República do Congo             |                                               |
| Camarões                       |                                               |
| República do Congo             |                                               |
| República Democrática do Congo |                                               |
| Uganda                         |                                               |
| Quênia                         |                                               |
| Somália                        |                                               |
| Oceano Índico                  |                                               |
| Maldivas                       | Atol Laamu                                    |
| Oceano Índico                  |                                               |
| Indonésia                      | Ilhas de Samatra e Rupat                      |
| Estreito de Malaca             |                                               |
| Malásia                        | Johor                                         |
| Mar da China Meridional        |                                               |
| Indonésia                      | Bornéu - cerca de 3 km                        |
| Malásia                        | Sarawak, Bornéu - cerca de 3 km               |
| Mar da China Meridional        |                                               |
| Malásia                        | Sarawak, Bornéu                               |
| Indonésia                      | Bornéu                                        |
| Mar de Celebes                 |                                               |
| Mar das Molucas                |                                               |
| Indonésia                      | Ilhas Halmahera e Morotai                     |
| Oceano Pacífico                |                                               |
| Kiribati                       | Atol de Marakei                               |
| Oceano Pacífico                |                                               |
| Colômbia                       |                                               |
| Brasil                         | Cerca de 3 km                                 |
| Colômbia                       |                                               |
| Brasil                         | Cerca de 3 km                                 |
| Colômbia                       |                                               |
| Venezuela                      |                                               |
| Brasil                         |                                               |
| Guiana                         | Incluindo território reclamado pela Venezuela |
| Brasil                         | Cerca de 8 km                                 |
| Guiana                         |                                               |
| Suriname                       |                                               |
| Brasil                         | Continente e ilha de Maracá                   |
| Oceano Atlântico               |                                               |